# Rheubarbariboletus
Rheubarbariboletus is een geslacht van schimmels behorend tot de familie Boletaceae. De typesoort is Rheubarbariboletus armeniacus.

## Soorten
Volgens Index Fungorum telt het geslacht twee soorten (peildatum augustus 2023):
| Soortnaam                     | Auteur(s)                                                               | Publicatiejaar |
| ----------------------------- | ----------------------------------------------------------------------- | -------------- |
| Rheubarbariboletus armeniacus | (Quél.) Vizzini, Simonini & Gelardi                                     | 2015           |
| Rheubarbariboletus persicolor | (H. Engel, Klofac, H. Grünert & R. Grünert) Vizzini, Simonini & Gelardi | 2015           |